# لوی کیسی (ورزشکار)
لوی کیسی (انگلیسی: Levi Casey; ۱۹ اکتبر ۱۹۰۴ – ۱ آوریل ۱۹۸۳) ورزشکار دو و میدانی اهل ایالات متحده آمریکا بود.